# Christoph Theodor Aeby

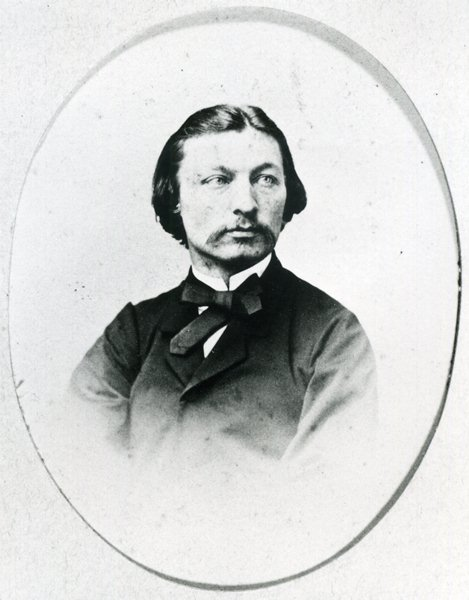
Christoph Theodor Aeby, ca. 1880

Christoph Theodor Aeby (* 25. Februar 1835 in Phalsbourg in Lothringen auf dem Landsitz Gutenbrunnen/Bonnefontaine; † 7. Juli 1885 in Bilin, Böhmen, Tschechien) war ein Anthropologe sowie Ordinarius der Anatomie an der Universität in Bern und an der deutschen medizinischen Fakultät in Prag.

## Leben
Aeby war ein Sohn des Gutsverwalters Hartmann Friedrich Aeby und dessen Frau Katherina (geborene Georg). Nach dem Umzug seiner Eltern in die Umgebung von Basel, besuchte er dort die Schulen und bezog 1853 die Universität. Er studierte bis 1856 Medizin in Basel und besuchte Vorlesungen von Gustav Heinrich Wiedemann, Christian Friedrich Schönbein, Carl Bruch, Friedrich Miescher-His und Ludwig Rütimeyer. Rütimeyer weckte in Aeby das bleibende Interesse für vergleichend-anatomische Gesichtspunkte. Aeby schloss ein zweijähriges Studium an der Universität in Göttingen an, wo er von Jakob Henle unterrichtet wurde, unter dessen Leitung er seine Inaugural-Dissertation Die Symphysis ossium pubis des Menschen nebst Beiträgen zur Lehre vom hyalinen Knorpel und seiner Verknöcherung verfasste.
Im Jahr 1858 wurde er in Basel promoviert und habilitierte sich. Er trat zunächst als Prosektor in die anatomische Anstalt ein und verfasste eine 1859 veröffentlichte Arbeit über die Muskeln des Vorderarmes und der Hand bei Säügethieren und beim Menschen. Aeby entwickelte eine Messvorrichtung, um auf einfache Art die drei Raumkoordinaten eines jeden gewünschten Punktes zu bestimmen. Dieses Gerät verwendete er, um menschliche und die tierische Schädel zu vermessen. Am Beginn der 1860er Jahre bereiste er eine Reihe grösserer Museen (Göttingen, Braunschweig, Berlin und Kopenhagen), um die vorhandenen Schädeln genau zu vermessen. Aeby suchte nach einem Einheitsmass, mit dem er Schädel in unterschiedlicher Grösse und Form miteinander vergleichen konnte. Bei seinen Studien fand er heraus, „dass die Normalschädel sämmtlicher Menschenstämme in ihrer auf das Einheitsmaass berechneten Medianfläche unter einander wesentlich übereinstimmen.“ Im Gegensatz zu Anders Jahan Retzius gab er eine neue Einteilung der Schädelformen (Eury- und Stenokephalen) unter Anwendung eines achtwinkeligen Koordinatensystems und Reduktion aller Größen auf die Länge der Schädelbasis als Prinzip der Messung.
1863 wurde er ausserordentlicher Professor in Basel und wurde im Herbst des Jahres als ordentlicher Professor der Anatomie an die Universität Bern berufen. In seinen Werken befasste er sich mit den unterschiedlichen Teilgebieten der makroskopischen und mikroskopischen Anatomie. Zu seinen Studenten gehörten die Mediziner Hermann Albrecht (24. Juli 1847–5. März 1899) und Leopold Auerbach sowie die Chirurgen Stefania Berlinerblau und César Roux.
Ein Hauptschwerpunkt von Aebys Forschungen galt dem Studium des Skelettes, das er nach der histologischen, morphologischen und mechanischen Bedeutung untersuchte. Ein weiteres Themengebiet war eine im Jahr 1863 begonnene Reihe von Arbeiten über den Aufbau der Gelenke. Mit seinen Untersuchungen über die Fortpflanzungsgeschwindigkeit der Reizung in der quergestreiften Muskelfaser (Braunschweig, 1862) versuchte er die Lösung eines bis dahin noch nicht in Angriff genommenen Problems.
Er zeigte auch, dass die Mikrozephalie keine atavistische, sondern eine pathologische Bildung sei, und wies die Bedeutung des Luftdrucks für alle Gelenke nach.
Aeby war neben seiner Forschung und der Lehrtätigkeit auch als Bergsteiger aktiv. Er war Mitglied des Schweizer Alpen-Clubs und unternahm zahlreiche Exkursionen in die Schweizer Alpen. So gehörte er zu den ersten, die Gipfel Wetterhorn, Schreckbörner, Eiger, Jungfrau und andere bestiegen haben. Er verfasste dazu, gemeinsam mit Edmund von Fellenberg und Pfarrer Rudolf Gerwer (1831–1902), ein Buch mit dem Titel Das Hochgebirge von Grindelwald. Naturbilder aus der schweizerischen Alpenwelt, das 1865 erschien.
Von Bern aus folgte er 1884 einem Ruf an die Universität Prag. Am 15. Januar 1885 wurde er während der Vorlesung von heftigem Unwohlsein befallen. Aeby war gesundheitlich angeschlagen. Die Krankheitssymptome schwächten sich im Frühjahr vorübergehend ab, so dass er einen letzten kleinen Aufsatz: Ueber die Herkunft des Pigmentes im Epithel verfassen konnte. Gestärkt durch die häusliche Pflege durch seine Frau und seine Tochter wollte er Anfang Juni seine Vorlesungen wieder aufnehmen. Doch musste er diese erneut unterbrechen und zog, einem Rat seines Arztes und seiner Prager Freunde folgend nach Bilin um. Hier verlebte er die letzten drei Wochen, ehe er starb.
Familie

Aeby war seit 1866 mit Magdalena (geborene Ramser) verheiratet, einer Tochter des Niklaus Ramser. Das Paar hatte mindestens eine Tochter.

## Veröffentlichungen (Auswahl)
- Eine neue Methode zur Bestimmung der Schädelformen des Menschen und der Säugetiere. Georg Westermann, Braunschweig 1862 (archive.org).
- Bemerkungen über die Bildung des Schädels und der Extremitäten im Menschengeschlecht. 1863.
- Ueber den feineren Bau der Blutcapillaren. In: Zentralblatt für die medizinische Wissenschaft. Nr. 14, 1865.
- Schädelformen des Menschen und der Affen eine morphologische Studie. F. C. W. Vogel, Leipzig 1867 (archive.org).
- Der Bau des menschlichen Körpers mit besonderer Rücksicht auf seine morphologische und physiologische Bedeutung : ein Lehrbuch der Anatomie für Arzte und Studirende. F. C. W. Vogel, Leipzig 1871 (archive.org).
- Ueber Gelenk und Luftdruck, sowie über die Sesambeine der menschlichen Hand. 1875.
- Der Bronchialbaum der Säugethiere und des Menschen: Nebst Bemerkungen über den Bronchialbaum der Vögel und Reptilien. Wilhelm Engelmann, Leipzig 1880 (archive.org).
- Schema des Faserverlaufes im menschlichen Gehirn und Rueckenmark. J. Dalp’sche Buch- und Kunsthandlung, Bern 1884 (archive.org).